# Azanus deficiens
Azanus deficiens är en fjärilsart som beskrevs av Abel Dufrane 1953. Azanus deficiens ingår i släktet Azanus och familjen juvelvingar. Inga underarter finns listade i Catalogue of Life.